# Poppop
『poppop』（ポップポップ）は、2025年4月14日にカカオエンターテインメントから発売されたNCT WISHの韓国2ndミニ・アルバム。

## 概要
- タイトル曲「poppop」を含む計6曲が収録されている[1]。
- 初めて感じる恋のときめきからぎこちない告白まで、「初恋」にまつわる多彩な感情を爽やかに描いたアルバム[2]。

## 背景
「NCT WISH」は昨年、デビューシングル「WISH」、2ndシングル「Songbird」、1stミニアルバム「Steady」を通じて200万枚に迫るアルバム販売高を記録し、2024年にデビューしたアーティストの中で最高の販売量を記録した。 また、各種授賞式で新人賞を席巻し、活躍を続けている。
また、「NCT WISH ASIA TOUR LOG in」を通じてグローバルファンとの出会いを続けている。ソウル、マカオ、マニラ、香港、シンガポール、台北、ジャカルタ、バンコクなどアジア8都市でツアーを行い、影響力を拡大している。

## プロモーション

### 予告編
- 3月30日、予告イメージ「Melt Inside My Pocket」を公開した[3]。
ポケットの中を連想させる空間で個性的な魅力と華やかさを同時に放つメンバーたちの多彩な姿を収めている[3]。
- 4月1日、クリップ映像「poppop Shorts」を公開した[4]。
森の中に飾られたバブルドームとバブルに乗って飛び回るメンバーたちの姿が収められており、「poppop in the bubble」イベントをイメージした映像となっている[4]。
- 4月3日、トレーラー映像「Melted WICHU Inside My Pocket」を公開した。2ndミニアルバムを彩るテーマである「初恋」と「ゼリー（グミ）ショップ」をキュートに表現している[5]。
初恋に落ちたシオンが、愛を叶えてくれる「ウィッシュゼリー」ショップを訪れるというストーリー[5]。シオンと一緒にはしゃぐ店員のリク、ユウシ、ジェヒ、リョウ、サクヤのユニークなやりとりが漫画のように繰り広げられる[5]。5人のメンバーが魔法をかけて作ってくれた特別な「ウィチュ」（NCT WISHの公式キャラクター）ゼリーを受け取ったシオンが、それが夢なのか現実なのか戸惑うという結末を迎える、好奇心をかき立てる映像となっている[5]。
- 4月8日、ウェブサイト「chat poppop」を開設した[6]。
片思い中のメンバーたちがファンとシミュレーションチャットを展開するという内容の特設ページ[6]。チャットボット形式だが、まるで本当にメンバーとやりとりしているような没入感を味わうことができる[6]。

## ミュージックビデオ
- 4月14日、タイトル曲「poppop」のミュージックビデオを公開した。
恋しい人に告白することを決意したシオンと、告白を手伝うためにやってきた「ウィッシュゼリー」ショップの従業員リク、ユウシ、ジェヒ、リョウ、サクヤが繰り広げるユニークで愛らしいドラマが色鮮やかに展開されている[7]。
さらに、恋に落ちてときめきが「pop」と弾ける瞬間を様々なCGやイメージで弾けるように視覚化するだけでなく、NCT WISH特有の温かみのある感性と純粋な魅力を加えた爽やかな清涼ファンタジーを表現した映像となっている[7]。

## 活動

### イベント
- 4月15日、仁川松島（ソンド）で特別オフラインイベント「poppop in the bubble」を開催した[4]。
タイトル曲「poppop」および収録曲の初公開ステージをはじめ、グミストアをテーマにしたアルバム紹介やトーク、参加型プログラムも用意されている[4]。
会場の周囲には横25m、縦20m、高さ8mの規模のエアドームが設営されており、まるでNCT WISHと観客が一緒にバブルの中に入り込んだような没入感を演出している[4]。また、公式キャラクター「WICHU」と2ndミニアルバムバージョンのポップアップが大型造形物として設置される[4]。

## リリース
| リリース日    | レーベル                   | 規格                 | 商品番号                      |
| ------------- | -------------------------- | -------------------- | ----------------------------- |
| 2025年4月14日 | カカオエンターテインメント | CDシングル           | L700001459 （Photobook Ver.） |
| 2025年4月14日 | カカオエンターテインメント | グッズ               | L700001460 （Keyring Ver.）   |
| 2025年4月14日 | カカオエンターテインメント | ミュージック・カード | L700001466 （QR Ver.）        |

## 収録曲
1. poppop [3:02]
  - 作詞 ：KENZIE（英語版）
  - 作曲 ：Jackson Morgan、JBACH、Amelia Moore、Kyle Buckley、Charles Roberts Nelsen、MZMC
  - 編曲 ：Pink Slip、inverness、MZMC

「pop pop pop」というリフレインが印象的な弾けるようなメロディとNCT WISHのフレッシュな感性が調和したダンスポップナンバー[3]。
シンセリード、力強いベースライン、ダイナミックなパーカッションサウンドが絶妙なハーモニーを奏でる楽曲[3]。
KENZIEが手掛けた歌詞には、告白に成功して恋人同士になった2人の主人公のキュートなストーリーが込められている[3]。恋に落ちた瞬間、世界がまるでアニメーションのワンシーンのようにポップに感じられ、毎日通っていた道や見慣れた風景までも新鮮に感じるときめきが童話のように描かれている[3]。
2. Melt Inside My Pocket [3:11]
  - 作詞 ：KENZIE
  - 作曲 ：KENZIE、앤드류 최、JSONG、Rouno
  - 編曲 ：KENZIE、Rouno

エレクトロポップダンスジャンルにロックの感性を加えた楽曲[5]。ギターリフとシンセサウンド、未来的な効果音がダイナミックに調和している[5]。
KENZIEが手がけた歌詞には、好きな人にチョコレートを渡して告白したかったけれど勇気が出ずに伝えられず、結局ポケットの中で溶けてしまったチョコレートになぞらえて、初恋のもどかしい感情を表現した[5]。
3. Design [2:59]
  - 作詞 ：SOMDEF (썸데프)
  - 作曲 ：SOMDEF (썸데프)、Edwin Honoret、Geoffro Cause
  - 編曲 ：SOMDEF (썸데프)、Geoffro Cause

2000年代感性のR&Bダンスポップ曲で、エネルギッシュなキックドラム、ベース、繊細なサウンドがシンプルでありながらも柔軟な響きを生み出している[8]。
歌詞には、それぞれの隠れた魅力と感性を自由に表現してほしいというメッセージを込めた[8]。
4. 1000 [2:51]
  - 作詞 ：PAPRIKAA、임정우、DANA
  - 作曲 ：PAPRIKAA、임정우、DANA
  - 編曲 ：PAPRIKAA

R&Bとジャージー・クラブジャンルがミックスされたダンスナンバー[8]。Aメロからサビまで、編曲の変化が聴く楽しさを倍増させる[8]。
好きな人のために1000羽の鶴を折って気持ちを表現するという愛くるしい告白ソング[8]。
5. Silly Dance [3:02]
  - 作詞 ：전간디
  - 作曲 ：이주형 (MonoTree)、Kyle Wong、Lilja Scarfi、Jonathan B-T
  - 編曲 ：이주형 (MonoTree)

スピード感のあるドラムビートにシンセサイザーとギターのサウンドが軽快な印象を与えるアップテンポ・ダンス・ポップジャンルの楽曲[9]。
歌詞には、好きな人の前に立つと、まるで間の抜けたダンスをするかのようにぎこちなくなってミスする姿をウィットに富んだ感性で表現した[9]。
6. Still 3PM（만약 네가 4시에 온다면; もし君が4時に来たら） [2:45]
  - 作詞 ：이앵두 (153joombas)
  - 作曲 ：Shaun Kim、Haedo (PAPERMAKER)、Jword
  - 編曲 ：Shaun Kim

2000年代のR&B感性のメロディーが、暖かくふわふわとした雰囲気を醸し出すオールドスクールベースのポップ曲[9]。
小説「星の王子さま」の幼い王子とキツネのエピソードをモチーフにした歌詞は、好きな相手が4時に来るなら、3時から緊張して待つことになるという思いを盛り込んだ[9]。

## 関連映像
| 公開日        | タイトル                                                     | タイトル                                                     | リンク |
| ------------- | ------------------------------------------------------------ | ------------------------------------------------------------ | ------ |
| 2025年3月23日 | NCT WISH 'poppop' Make it pop🫧                              | NCT WISH 'poppop' Make it pop🫧                              | ▶      |
| 2025年4月3日  | NCT WISH : Melted WICHU Inside My Pocket                     | NCT WISH : Melted WICHU Inside My Pocket                     | ▶      |
| 2025年4月29日 | 'NCT WISH : Melted WICHU Inside My Pocket' Behind the Scenes | 'NCT WISH : Melted WICHU Inside My Pocket' Behind the Scenes | ▶      |
| 2025年4月9日  | 'poppop' Highlight Medley                                    | 'poppop' Highlight Medley                                    | ▶      |
| 2025年4月19日 | 'poppop' Countdown Live                                      | 'poppop' Countdown Live                                      | ▶      |
| 2025年4月21日 | UNBOXING of NCT WISH ‘poppop’                                | UNBOXING of NCT WISH ‘poppop’                                | ▶      |
| 2025年4月12日 | poppop                                                       | MV Teaser                                                    | ▶      |
| 2025年4月14日 | poppop                                                       | MV                                                           | ▶      |
| 2025年4月19日 | poppop                                                       | MV Reaction                                                  | ▶      |
| 2025年4月15日 | poppop                                                       | オープニング・テーマ                                         | ▶      |
| 2025年4月18日 | poppop                                                       | Dance Practice                                               | ▶      |
| 2025年4月3日  | Melt Inside My Pocket                                        | Stage Rehearsal                                              | ▶      |
| 2025年4月27日 | 1000                                                         | @poppop in the bubble                                        | ▶      |